# Gegeneophis krishni
Gegeneophis krishni är en groddjursart som beskrevs av Pillai och Masagoundanur Sengodan Ravichandran 1999. Gegeneophis krishni ingår i släktet Gegeneophis och familjen Caeciliidae. IUCN kategoriserar arten globalt som otillräckligt studerad. Inga underarter finns listade i Catalogue of Life.